# Parfümierter Trichterling
Der Parfümierte Trichterling (Paralepistopsis amoenolens, Syn. Clitocybe amoenolens) ist ein giftiger Blätterpilz aus der Familie der Ritterlingsverwandten (Tricholomataceae).

## Merkmale
Beschreibung nach Vizzini & Ercole:

### Makroskopische Merkmale
Der Hut ist (2–) 3,5–7 cm im Durchmesser (selten auch bis 8 cm). Er ist jung dicht weißlich bereift, weshalb er zunächst weiß bis cremefarben erscheint. Die Bereifung kann später runzelig werden und reißt schließlich auf dem Hut firnisartig in Areolen auf. Die Bereifung bleibt nur am Hutrand intakt und ist dort deutlicher flaumig ausgeprägt. Später kann die Bereifung in der Hutmitte verschwinden, sodass die Huthaut dann glatt erscheint. Vor allem am Hutrand treten Wasserflecken (ähnlich wie beim Wasserfleckigen Röteltrichterling, Paralepista gilva) auf. Die Grundfarbe der Huthaut unter dem weißlichen Reif ist zunächst creme-beige gefärbt, später rosalich beige, schließlich vor allem in der Hutmitte rostig orange. Der Hut ist nicht hygrophan; nur sehr stark vernässt kann er eine Hygrophanität vortäuschen. Der Hut ist jung erst konvex, bis halbkugelig, flacht im Laufe des Alterns ab, um schließlich flach konkav vertieft zu sein. Ein breiter, flacher Buckel kann hierbei als Rest der ursprünglichen Form erhalten bleiben. Der Hutrand ist kurz gerippt und jung deutlich eingerollt. Er bleibt lange eingerollt, erst spät hebt sich der Hutrand etwas. Die Hutoberfläche ist feucht etwas schmierig.
Die Lamellen werden durch Lamelletten aufgefüllt und stehen insgesamt dicht. Zudem treten manchmal Gabelungen und Anastomosen auf. Die Lamellen laufen bereits jung am Stiel herab und lassen sich leicht vom Hut- und Stielfleisch als Ganzes ablösen. Die Lamellen sind jung weißlich, dann gelblich ocker bis rosa-beige. Die Schneide ist eben, nicht gezähnt oder gekerbt, und wie die Lamellenflächen gefärbt.
Der Stiel ist relativ kurz, (2,5–) 3–3,5 (–5) cm lang und 0,7–1,3 cm dick, zylindrisch oder an der Stielbasis etwas erweitert, gerade oder gebogen. Der Fruchtkörper ist zentral bis etwas exzentrisch gestielt. Die Stieloberfläche ist wie der Hut gefärbt oder etwas blasser, an der Stielspitze weiß bereift, ansonsten glatt. Die Stielbasis zeigt typischerweise einen deutlich ausgeprägten Myzelflaum, der zusammen mit dem Basismyzel Substrat wie Koniferennadeln oder Holzstückchen umwächst und so mit der Stielbasis verklebt. Der Stiel wird im Alter hohl.
Das Fleisch ist elastisch, 4–11 (–14) mm dick in der Hutmitte, im Hut weiß, in der Stielrinde creme-weiß und verfärbt sich nicht im Schnitt bei Luftkontakt.
Velum universale und Velum partiale fehlen.
Der Geruch ist stark, aromatisch blütenartig und erinnert an die Gerüche des Grünscheiteligen Risspilzes (Inocybe corydalina), des Falschen Krokodil-Ritterlings (Tricholoma caligatum), des Veilchen-Rötelritterlings (Lepista irina) oder des Fruchtbonbon-Glöcklings (Entoloma ameides).
Das Sporenpulver ist weißlich bis blass creme, jedoch nicht rein weiß.

### Mikroskopische Merkmale
Die Sporen sind breit ellipsoid, farblos-hyalin, enthalten meist nur einen, zentralen Öltropfen, sind dünnwandig, glatt, schwach cyanophil, inamyloid und nicht dextrinoid und haben einen auffälligen, deutlich abgestutzten Apiculus von bis zu 0,7 µm Länge. Die Sporenmaße betragen  4–5,5 × 3–4 µm (bei Kollektionen aus der Türkei auch größer, 5–6,5 × 3–4 µm), im Schnitt 4,8 × 3,4 µm. Der Quotient aus Länge zu Dicke beträgt 1,3–1,7 µm im Schnitt 1,42 µm.
Die Basidien sind zylindrisch bis schwach keulenförmig, (25–) 30–37(–38) × 5–6(–7) μm, gewöhnlich viersporig, vereinzelt auch zweisporig. Die Sterigmen sind bis 5 µm lang. Jung ist die Hymenophoraltrama regulär (besteht aus parallel zueinander ausgerichteten Hyphen, die in Richtung Lamellenschneide ausgerichtet sind), in ausgereiften Fruchtkörpern aber subirregulär (Hyphen haben noch die alte Vorzugsrichtung, aber sehr viele Hyphen verlaufen auch in diverse Richtungen).
Pleurozystiden fehlen. Cheilozystiden fehlen, oder sind nur vereinzelt zwischen den Basidien an der Lamellenschneide eingestreut. Sie messen, wenn vorhanden, 15–45(–60) × 2,5–5(–7) μm, sind dünnwandig, farblos-hyalin, zylindrisch bis fast fusiform oder fast flaschenförmig, oft gebogen oder verbogen, manchmal auch an der Spitze gegabelt, aber oft nicht oder kaum von zylindrischen, jungen Basidien zu unterscheiden.
Die Hutdeckschicht ist doppellagig. Die obere Lage (Suprapellis) verschwindet bald und ist eine nur 10–30 µm dicke, dünne, gelifizierte Cutis (Ixocutis) aus sehr schmalen, 1–3 µm dicken Hyphen aufgebaut. Die untere Lage (Subpellis) ist 150–300 µm dick und besteht aus dicht gepackten, parallel verlaufenden bis etas miteinander verwobenen, 4–6 µm dicken Hyphen. Endzellen kommen nur sehr zerstreut vor. Sie sind aufgerichtet und geschlängelt zylindrisch bis fusiform bis flaschenförmig, manchmal auch mit kurzen, seitlichen Auswüchsen.
Die Stielbekleidung ist eine Cutis aus 3–4 µm breiten Hyphen. An der Stielspitze befinden sich zahlreiche, dünnwandige, zylindrische bis fast fusiforme, verbogene caulozystidenartige Endzellen, die 20–35 × 3–6 μm groß sind.
Schnallen treten im gesamten Fruchtkörper an allen Zellen auf.

## Artabgrenzung
Der Pilz kann mit dem essbaren Fuchsigen Röteltrichterling (Paralepista flaccida) und mit weißen bis braunen Trichterlingsarten verwechselt werden. Von diesen unterscheidet er sich durch seinen namengebenden, angenehmen Duft nach Jasmin oder überreifen Birnen, von den Rötelritterlingen ferner durch das Fehlen der charakteristischen warzigen Sporen und das weiße (nicht rötliche) Mycel.

## Verbreitung
Das Vorkommen dieses Pilzes ist für Marokko, Spanien Frankreich, Italien und die Schweiz verbürgt. Auch für Deutschland können Bestände nicht ausgeschlossen werden.

## Ökologie
In Marokko findet man den Parfümierten Trichterling in höheren Lagen (1.600–1.700 m ü.NN) des Atlasgebirges unter Atlas-Zedern (Cedrus atlantica). Funde aus Spanien und Italien waren ebenfalls aus Nadelwäldern, hier jedoch bei Waldkiefern (Pinus sylvestris), Europäischen Lärchen (Larix decidua) und Gemeinen Fichten (Picea abies) im Nadelbett, gerne zusammen mit dem Fuchsigen Röteltrichterling (Paralepista flaccida). Der Parfümierte Trichterling scheint Kalkböden zu bevorzugen oder zu benötigen.

## Systematik
Der Parfümierte Trichterling wurde als Mitglied der Gattung der Trichterlinge (Clitocybe) im Jahr 1975 beschrieben. Genetische Studien konnten jedoch zeigen, dass er zusammen mit dem Bambus-Trichterling (Paralepistopsis acromelalga), der in Ostasien auftritt, in die Verwandtschaft des Wurzel-Möhrlings (Catathelasma imperiale) gehört (zum "/catathelasma-Clade"). Damit sind sie zusammen mit Gattungen wie z. B. den Trichterlingen, Rötelritterlingen (Lepista) und Ritterlingen (Tricholoma) Teil der Familie der Ritterlingsverwandten (Tricholomataceae). Die makroskopisch sehr ähnlichen Vertreter der Gattung der Röteltrichterlinge (Paralepista) hingegen sind nicht näher verwandt, sondern stehen der Familie der Pseudoclitocybaceae nahe.

## Toxikologie
| Acromelsäuren  |
| -------------- |
| Acromelsäure A |
| Acromelsäure B |

Der Parfümierte Trichterling löst das Acromelalga-Syndrom aus. Durch den Gehalt an Acromelsäure (neben weiteren Komponenten) kann der Verzehr des Pilzes zu einer sehr schmerzhaften, bei Aufnahme größerer Mengen sogar lebensbedrohlichen Vergiftung mit charakteristischen starken bis sehr starken Schmerzen (gefühlter Verbrennungsschmerz und stechende Schmerzen) und Rötungen in den Gliedmaßen führen. Diese wird durch die lange Latenzzeit (zwischen einem Tag und einer Woche) häufig nicht mehr in ursächlichem Zusammenhang mit der Pilzmahlzeit gesehen.
Geschichte
Erste Verdachtsmomente für die Giftigkeit des Parfümierten Trichterlings gab es bereits im Jahr 1979 in Lyon, jedoch konnte er erst 1996 nach mehreren Vergiftungen  und Nachweis des Acromelsäuregehalts als Ursache identifiziert werden. Hingegen war der verwandte Bambus-Trichterling (Paralepistopsis acromelalga) in Korea und Japan bereits 1918 als Verursacher identischer Vergiftungsbilder bekannt.